# Lloyd Alexander
Lloyd Chudley Alexander (Philadelphia (Pennsylvania), 30 januari 1924 - Drexel Hill (Pennsylvania), 17 mei 2007) was een Amerikaans schrijver. Een van zijn bekendste werken is de reeks De Avonturen van Taran, waarvan Walt Disney de eerste twee delen verwerkte in de tekenfilm Taran en de Toverketel (1985).
Het laatste boek in de serie, De Hoge Koning, ontving in 1969 de Newbery Medal. Alexanders boeken ontvingen ook verschillende National Book Awards. Alexander was tevens de bedenker van het literaire kindermagazine Cricket.

## Biografie
Alexander werd geboren in Philadelphia, Pennsylvania en groeide op in de buurt van Drexel Hill. Zijn vader was een effectenhandelaar en zijn familie werd erg getroffen door de Grote Depressie van de jaren 30. Volgens Alexander lazen zijn ouders geen boeken en kochten ze die alleen om de 'lege boekenrekken te vullen'.
In 1940 rondde Alexander zijn opleiding aan de Upper Darby High School af, waar hij in 1995 werd bijgezet in de Hall of Fame. Op de leeftijd van vijftien jaar wilde hij schrijver worden, maar zijn ouders vonden dat geen goed idee en schreven hem in bij het Haverford College. Tijdens de Tweede Wereldoorlog diende Alexander in het Amerikaanse Leger, waar hij als stafsergeant aan de slag ging nadat hij was getraind in Wales. Daarna ging Alexander naar de Universiteit van Parijs, waar hij Janine Denni ontmoette. Zij trouwden in 1946.
Alexander stierf op 17 mei 2007, twee weken na de dood van zijn vrouw. Hij ligt begraven op het Arlington Cemetery Co in Drexel Hill. Zijn dochter, Madeleine Khalil, stierf in 1990.

### De Avonturen van Taran
- 1964 - Het Boek van Drie
- 1965 - De Zwarte Ketel
- 1966 - Het Kasteel van Llyr
- 1967 - Taran Zwerver
- 1968 - De Grote Koning
- 1973 - De Vondeling en andere verhalen van Prydain

### The Westmark Trilogy
- 1981 - Westmark
- 1982 - The Kestrel
- 1984 - The Beggar Queen

### The Vesper Holly Series
- 1986 - The Illyrian Adventure
- 1987 - The El Dorado Adventure
- 1988 - The Drackenberg Adventure
- 1989 - The Jedera Adventure
- 1990 - The Philadelphia Adventure
- 2005 - The Xanadu Adventure

## Andere boeken
- 1955 - And Let the Credit Go
- 1956 - My Five Tigers
- 1958 - August Bondi: Border Hawk
- 1960 - Janine (my wife, that is) is French
- 1960 - Aaron Lopez: The Flagship Hope
- 1963 - Fifty Years in the Doghouse
- 1963 - Time Cat: The Remarkable Journeys of Jason And Gareth
- 1967 - The Truthful Harp
- 1970 - The Marvelous Misadventures of Sebastian
- 1971 - The King's Fountain
- 1972 - The Four Donkeys
- 1973 - The Cat Who Wished to Be a Man
- 1974 - The Wizard in the Tree
- 1977 - The Town Cats and Other Tales
- 1978 - The First Two Lives of Lukas-Kasha
- 1991 - The Remarkable Journey of Prince Jen
- 1992 - The Fortune-Tellers
- 1995 - The Arkadians
- 1995 - The Hosue Gobbaleen
- 1997 - The Iron Ring
- 1999 - Gypsy Rizka
- 2000 - How the Cat Swallowed Thunder
- 2001 - The Gawgon and the Boy
- 2002 - The Rope Trick
- 2005 - Dream-of-Jade: The Emperor's Cat
- 2007 - The Golden Dream of Carlo Chuchio

### Vertaalde werken
- 1973 - De kat die een mens wilde zijn
- 1975 - De Tovenaar in de boom
- 1977 - De buitengewone belevenissen van Sebastiaan
- 1978 - De eerste twee levens van Lukas-Kasha
- 1982 - Westmark
- 1986 - Avontuur in Illyrië
- 1990 - Avontuur in El Dorado

- Bibsys: 90077011
- Biblioteca Nacional de España: XX1067555
- Bibliothèque nationale de France: cb12055526r (data)
- CiNii: DA08431301
- Digitale Bibliotheek voor de Nederlandse Letteren: alex008
- Gemeinsame Normdatei: 119210347
- International Standard Name Identifier: 0000 0000 8384 9536
- Library of Congress Control Number: n79076023
- Nationale Bibliotheek van Letland: 000046486
- MusicBrainz: ee696861-3228-4c57-b887-1b2514c1832d
- Bibliotheek van het Japanse parlement: 00431208
- Nationale Bibliotheek van Tsjechië: jn20020716035
- Nationale bibliotheek van Australië: 35003008
- Nationale Bibliotheek van Israël: 987007300721505171
- Nationale Bibliotheek van Polen: a0000002746239
- Nederlandse Thesaurus van Auteursnamen: 068562276
- SNAC: w6b31zx1
- Système universitaire de documentation: 027498867
- Trove: 785588
- Virtual International Authority File: 56807852
- WorldCat: E39PBJmdwjKxQfXyjPcVjjdbBP